# Veckans serier (1942–1943)
Veckans serier var en serietidning som gavs ut av AB Alga mellan åren 1942–1943. Det var den första serietidningen i Sverige som efter amerikansk förlaga samlade en mängd olika serier, alltifrån deckare och actionserier till olika serier av Disney.

## Serier i tidningen (i urval)
- "Allan Kämpe och Hjärntrusten" av Eugen Semitjov
- "Bob och Frank på äventyr" av Lyman Young
- "Skippy" av Percy Crosby
- "Tom i Syd-Amerika" (Tailspin Tommy) [1] av Hal Forrest
- "Annika" (Little Annie Rooney) av Nicholas Afonsky
- "Lilla Familjen" (Toots and Casper) [2] av Jimmy Murphy
- "Löjtnant Vinge" av Vernon Henkel
- "Glimtar ur historien – Kit Bockskinn" av J. Carroll Mansfield
- "Glimtar ur historien – Temudjin"
- "Gäckande skuggan" av Vernon Greene
- "Yarko" av Will Eisner
- "Doktor Bobbs" av Elliot Caplin och Jim McArdle
- "Romeo och Julia" (Belles and Wedding Belles) [3] av Cliff Sterrett
- "Lille Kungen" av Otto Soglow
- "Hoppe kommer till stan...", efter Max Fleischers tecknade långfilm
- "Hadzi Murat" av Konstantin Kuznetzow [4]
- "Karolinerna" av Soneson
- "Den fredliga draken", efter Walt Disneys film och bok
- "Bokmärken Fantasia" av Walt Disney
- "Benjamin Syrsa på nya äventyr"
- "Jim Hardy och hans häst" av Dick Moores
- "och så gifte de sig aldrig..." av Cliff Sterrett